# Isireli Naikelekelevesi
Isireli Naikelekelevesi (ur. 17 grudnia 1976 w Suvie) – fidżyjski lekkoatleta, średniodystansowiec.

## Lata młodości
Lekkoatletykę uprawia od siódmego roku życia.

## Igrzyska olimpijskie
Trzykrotnie startował na igrzyskach olimpijskich. W 1996 wystąpił w sztafecie 4 × 400 m, która odpadła w pierwszej rundzie, zajmując 6. miejsce w swoim biegu eliminacyjnym z czasem 3:10,67 s. W 2000 i 2004 brał udział w biegu na 800 m, za każdym razem odpadając w pierwszej rundzie rywalizacji. W Sydney uplasował się na ostatniej, 7. pozycji w swoim biegu eliminacyjnym z czasem 1:49,61 s. W Atenach także był 7. w swoim biegu eliminacyjnym (ale tym razem nie ostatni) z czasem 1:49,08 s.

## Igrzyska Południowego Pacyfiku
Jest dziewięciokrotnym medalistą igrzysk Południowego Pacyfiku, w tym sześciokrotnym złotym. W 1995 triumfował na 800 m z czasem 1:52,49 s i na 1500 m z czasem 3:58,58 s. W 1999 powtórzył te osiągnięcia, uzyskując na 800 m czas 1:49,54 s, a na 1500 m – 3:59,01 s. W 2003 ponownie zdobywał złoto w ww. konkurencjach z czasem 1:51,06 s na 800 m i 4:01,15 s na 1500 m. Ponadto wywalczył brąz na 400 m z czasem 48,43 s. W 2007 został srebrnym medalistą na 800 m z czasem 1:50,31 s i 1500 m z czasem 3:54,64 s. Ponadto jest dziesięciokrotnym medalistą miniigrzysk Południowego Pacyfiku. W 1997 zdobył złoto na 800 m z czasem 1:50,54 s i 1500 m z czasem 3:56,07 s oraz brąz na 3000 m z przeszkodami z czasem 9:37,42 s, w 2001 wywalczył złoto na 400 m z czasem 49,25 s, 800 m z czasem 1:55,62 s, 1500 m z czasem 4:10,29 s i w sztafecie 4 × 400 m z czasem 3:17,99 s, a w 2005 został złotym medalistą na 800 m z czasem 1:53,01 s oraz w sztafecie 4 × 400 m z czasem 3:18,26 s i srebrnym na 1500 m z czasem 4:01,90 s.

## Mistrzostwa Oceanii
Naikelekelevesi jest pięciokrotnym medalistą mistrzostw Oceanii. W 1996 zdobył złoto na 5000 m z czasem 15:54,65 s i srebro na 10000 m z czasem 35:27,94 s. W 2000 wywalczył złoto na 800 m z czasem 1:51,49 s, w 2002 w tej samej konkurencji zdobył srebro z czasem 1:54,11 s, a cztery lata później powtórzył to osiągnięcie z czasem 1:55,30 s.

## Rekordy życiowe
Na podstawie
- 300 m – 35,15 s ( Brisbane, 15 czerwca 2001)
- 400 m – 48,86 s ( Brisbane, 26 marca 2001)
- 800 m – 1:48,70 s ( Szombathely, 8 sierpnia 2004), rekord kraju[14]
- 1000 m – 2:26,4 s ( Pirae, 14 sierpnia 1995), rekord kraju[14]
- 1500 m – 3:53,22 s ( Brisbane, 9 marca 2003)
- mila – 4:14,24 s ( Brisbane, 8 maja 2004), rekord kraju[14]

## Losy po zakończeniu kariery
Po zakończeniu kariery Naikelekelevesi wstąpił do British Army. W 2011 wystartował na mistrzostwach Niemiec seniorów.